# Andrew Hansson
Andrew Hansson (Gotemburgo, 13 de outubro de 1882 — Estocolmo, 8 de julho de 1964) foi um ciclista sueco de ciclismo de pista. Competiu como representante de seu país, Suécia, nos Jogos Olímpicos Intercalados de 1906 e 1908.